# Virgin Active

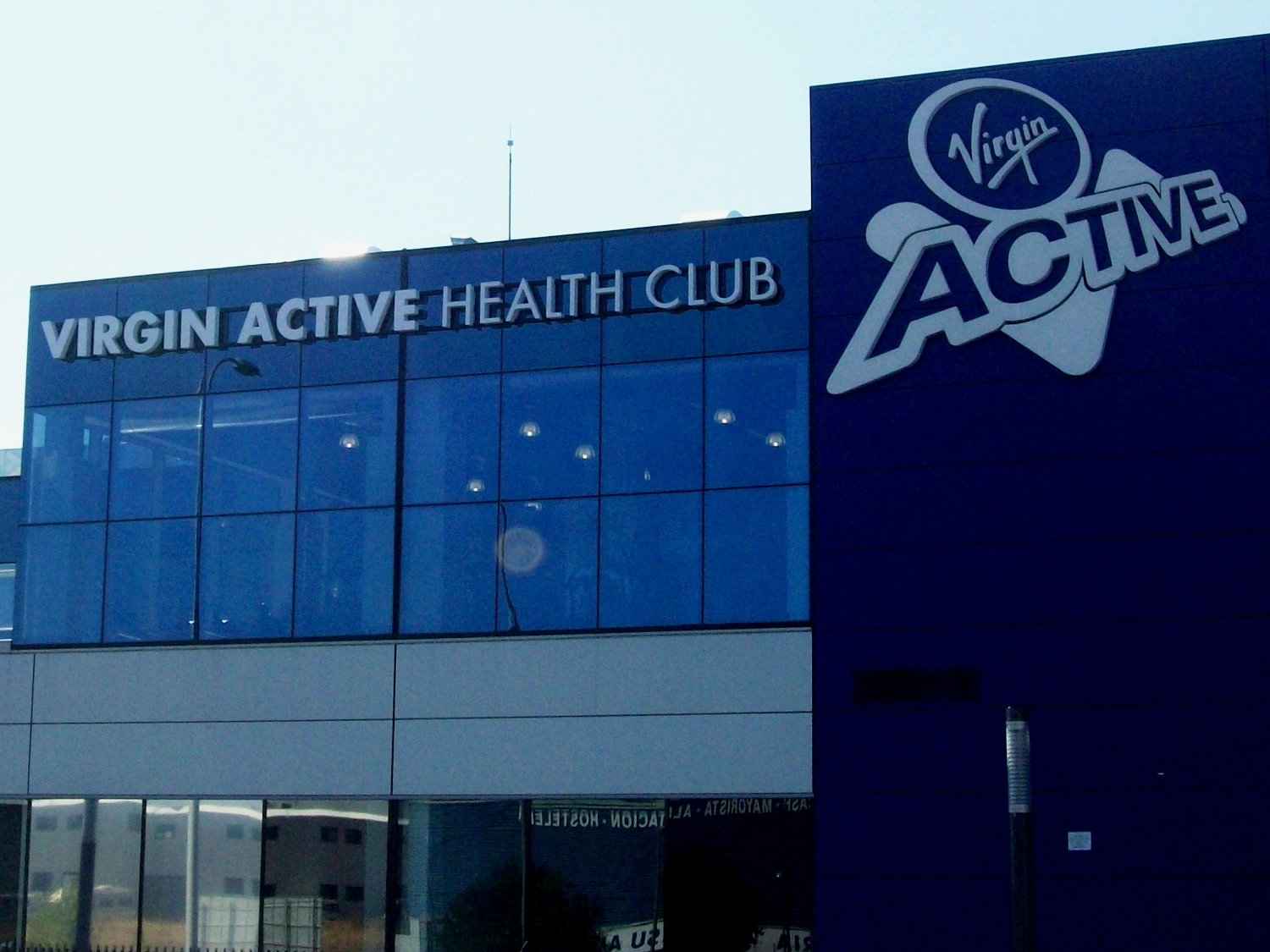
Uno de los clubes Virgin Active, en Madrid (España).

Virgin Active es una cadena de establecimientos de ocio y deporte perteneciente al grupo de empresas Virgin, fundado por Sir Richard Branson a principios de la década de los años 70.

## Comienzos
Nace en 1999 como una cadena de centros deportivos y de ocio que no cobraba matrículas ni hacía contratos de permanencia abusivos. En octubre de 2005 Branson tomó control mayoritario de la firma mediante la adquisición del 55% de las acciones a Bridgepoint Capital, con quien se había asociado a raíz de la disminución de oportunidades de negocio como consecuencia de los atentados del 11-S

## Características
De naturaleza competitiva, sus socios pueden disfrutar desde los tradicionales salones de clases dirigidas y spinning hasta zonas de máquinas de entrenamiento con la última tecnología, piscina, spa, café con conexión gratuita a internet, aparcamiento y servicio de guardería (V-Club) para los más pequeños con dos horas gratuitas en la cuota familiar. La cadena instala sus clubes más cerca de las viviendas o el trabajo de sus potenciales clientes en lugar de hacerlo a las afueras de las ciudades.
Sus implicaciones sociales parecen diversas: Virgin Active ha colaborado a través de un acuerdo con la Fundación Nacional para la Osteoporosis, en la distribución de pruebas de riesgo durante el mes de octubre de 2004 en apoyo del Día Mundial de la Osteoporosis y, por otro lado, se implica en la cuestión de la obesidad animal en el Reino Unido adentrándose en el mundo del entrenamiento de mascotas a través de Animal Active, donde coordinadores especializados llevan a cabo ejercicios en grupo que incluyen varias disciplinas.
Su penetración en España comenzó en 2009 cuando inauguró un centro en el complejo Aragonia ubicado en Zaragoza. La apertura de este primer club supuso una inversión de cinco millones y medio de euros y generó setenta puestos de trabajo sobre una superficie de cuatro mil metros cuadrados.

## Expansión del negocio
En los últimos meses ha mantenido conversaciones con entidades de capital privado especializadas en ocio, en relación con una posible venta parcial. Consolidada en Sudáfrica en gran medida mediante la adquisición de negocios en suspensión de pagos y cambiándoles las tornas, planea desde hace tiempo dar el salto a los Estados Unidos de América aunque la idea se encuentra aún en una etapa temprana. Actualmente no planea expansión alguna en el Reino Unido si bien ve oportunidades de negocio en territorios como Italia y Sudáfrica.